# Stenoma laeviuscula
Stenoma laeviuscula es una especie de polilla del género Stenoma, orden Lepidoptera.

## Taxonomía
Fue descrita científicamente por Zeller en 1877.